# Ca (geslacht)
Ca is een geslacht van vlinders van de familie Dalceridae.

## Soorten
- C. anastigma Dyar, 1914
- C. restricta Schaus, 1940